# Jarácuaro
Jarácuaro o Isla de Jarácuaro es una localidad situada en el municipio de Erongarícuaro en el Estado de Michoacán.

## Toponimia
Del p'úrhe y significa "Lugar Aparecido". Xaracua-ro, del idioma tarasco; lugar del ídolo de piedra llamado Xaracua; según el Padre Gilberti, autor del vocabulario en lengua de Michoacán, menciona: xaracua, un ídolo de piedra.
- Xacuaro. Lugar de huertas.
- Lugar donde se adora al dios xaracua.

## Población
Posee una población de 3,363 habitantes. 
| Año  | Habitantes Mujeres | Habitantes hombres | Total habitantes |
| ---- | ------------------ | ------------------ | ---------------- |
| 2020 | 1723               | 1640               | 3363             |
| 2010 | 1490               | 1327               | 2817             |
| 2005 | 1247               | 1104               | 2351             |

## Geografía
Jarácuaro está a 2,059 metros de altitud.